# Osmia signata
Osmia signata là một loài Hymenoptera trong họ Megachilidae. Loài này được Erichson mô tả khoa học năm 1835.